# Chucky 3
Chucky 3 (Originaltitel: Child's Play 3) ist ein US-amerikanischer Horrorfilm aus dem Jahre 1991 und die Fortsetzung von Chucky – Die Mörderpuppe und Chucky 2 – Die Mörderpuppe ist wieder da.

## Handlung
Seit den Ereignissen des zweiten Teils sind acht Jahre vergangen. Die Firma Good Guy möchte nach all der negativen Publicity von damals die Puppe neu auf den Markt bringen und nimmt die Produktion wieder auf. Dabei werden auch die Überreste von Chucky verarbeitet und Charles Lee Rays Seele erwacht zu neuem Leben. Als erste Puppe der neuen Serie wird Chucky an den Firmenmanager Mr. Sullivan verschenkt, der sie nichts ahnend mit nach Hause nimmt. Dort wird er am selben Abend von Chucky ermordet, ehe die Mörderpuppe herausfindet, wo Andy Barclay sich aufhält.
Andy ist zu einem Jugendlichen herangewachsen und besucht nun eine Militärschule. Die letzten Jahre verbrachte er in Heimen und Pflegefamilien, da seine Mutter seit den Ereignissen des ersten Teils unter psychiatrischer Aufsicht steht und das Sorgerecht verlor. Andy ist noch immer traumatisiert von der Mörderpuppe und versucht, die damaligen Ereignisse zu verdrängen. Er findet sich nur schwer in den harten militärischen Alltag ein und leidet wie alle anderen unter seinem Kommandanten Lieutenant Shelton, der Schüler schikaniert und seine Überlegenheit spüren lässt. Chucky verschickt sich selbstständig an die Militärschule; das Paket wird aber vom Jungkadetten Tyler unterschlagen, der sich schon lange eine „Good-Guy“-Puppe gewünscht hat. Chucky vertraut sich ihm an, da er einen neuen Körper hat und seine Seele nun auch in einen anderen Körper transferieren kann.
Als der Leiter der Militärschule Tyler entdeckt, nimmt er ihm die Puppe ab und wirft sie in die Mülltonne. Andy beobachtet den Direktor mit der Puppe und befürchtet Schlimmes. Als ein Müllwagen die Tonne mit der Puppe entleert, schreit Chucky um Hilfe und lockt so den Fahrer in die Presse. Er startet die Maschine und tötet so den Müllwagenfahrer. Am Abend attackiert er Andy in seinem Zimmer, der kurz darauf von Shelton aufgesucht wird, welcher ihm die Puppe abnimmt. Andy versucht später in der Nacht, Chucky aus Sheltons Zimmer zu entwenden, wird jedoch von diesem erwischt und zur Rede gestellt. Chucky verschwindet unbemerkt und macht sich auf die Suche nach Tyler. Währenddessen lässt Shelton sämtliche Schüler seiner Gruppe im Freien exerzieren, um den Dieb der Puppe zu entlarven. Chucky entdeckt Tyler im Büro des Schulleiters, wo die beiden von zwei Schülerinnen unterbrochen werden. Chucky bleibt zurück, als die Schüler verschwinden und der Direktor kommt. Er will diesen attackieren, doch ein Herzinfarkt des Direktors kommt zuvor, als er die Puppe sieht.
Bei den jährlichen Kriegsspielen will Chucky sein Werk vollenden und Andy töten, indem er die Farbpatronen von Andys gegnerischem Team durch scharfe Munition austauscht. Nachdem Tyler erfährt, dass Chucky böse ist, läuft er in den Vergnügungspark, welcher sich in der Nähe des Waldes, in dem die Kriegsspiele stattfinden, befindet. Chucky folgt ihm, tötet einen Sicherheitsmann und nimmt eine Pistole mit. Danach laufen sie in eine Geisterbahn. Andy und dessen Freundin Kristen folgen den beiden in den Vergnügungspark, nehmen die Pistole des Sicherheitsmannes mit und folgen ihnen in die Geisterbahn. Dort wird Kristen durch eine Kugel verletzt. Andy nimmt die Pistole mit und Chucky versucht, seine Seele in den bewusstlosen Tyler zu transferieren, wird aber von Andy angeschossen. Tyler, welcher wieder bei Bewusstsein ist, fällt beinahe in einen Ventilator. Andy kann ihn noch festhalten, wird aber von Chucky von hinten gepackt. Tyler reicht Andy ein Messer, mit welchem er Chucky die Hand abschneidet. Dieser fällt darauf in den Ventilator, der den Puppenkörper zerfetzt. Andy wird am Schluss von der Polizei zu einer Befragung mitgenommen.

## Auszeichnungen
- Nominierung für den Saturn Award 1991 in zwei Kategorien: Bester Horrorfilm und Best Performance by a Younger Actor für Justin Whalin

## Trivia
- Der Film spielte brutto weltweit 20,5 Millionen US-Dollar ein, davon 14,9 Millionen in den USA.[2]
- Die Dreharbeiten dauerten von Anfang Februar bis Ende April 1991.
- In Großbritannien, wo der Film direkt auf Video veröffentlicht wurde, kam es zu einem Skandal, da vermutet wurde, der Film hätte die beiden Mörder von James Bulger zu ihren Taten inspiriert.
- Der Film war von 1993 bis September 2013 indiziert, das Label konnte ihn jedoch vor Ablauf der 25-Jahres-Frist nach Antrag davon entfernen. Nach einer Neuprüfung der FSK erhielt der Film trotzdem noch die Freigabe ab 18 Jahren.
- Chucky 3 ist der vorerst letzte Teil der Chucky-Filmreihe, indem es um Chuckys Versuche geht, seine Seele in den Körper des Jungen Andy zu transformieren. Ab dem vierten Teil steht Chuckys Vergangenheit und Familienplanung im Vordergrund. Im sechsten Teil (Curse of Chucky) kehrt Andy zurück.

## Kritiken
„Dritter Teil der Gruselkost zwischen blutigem Horror und schwarzem Humor; nach bald vorhersehbarem Rhythmus ereignen sich die häßlichen Verbrechen, wobei das mörderische Treiben nur selten unappetitlicher wirkt als der militärische Drill aus Sadismus und Machtmißbrauch, der weitgehend kritisch beleuchtet wird.“